# Andrea Secchiero
Andrea Giacomo Secchiero (Milano, 25 gennaio 1988) è un triatleta italiano, campione italiano di triathlon sprint nel 2011, campione del mondo di aquathlon nella categoria Under 23 nel 2009, vice campione europeo di aquathlon nel 2019 e campione italiano di aquathlon negli anni 2007, 2008, 2009, 2014, 2015, 2016, 2017.

## Biografia
Atleta di rilevanza nazionale ed internazionale, in forza al Gruppo Sportivo Fiamme Oro, si classifica nel 2006 4° agli europei di duathlon di Rimini, a 8" dal podio, e 9° ai mondiali di Losanna nella categoria ‘’junior’’.
Nello stesso anno si classifica, sempre nella categoria ‘’junior’’, al 38º posto agli europei di triathlon di Autun.
L’anno successivo è 29° ai mondiali di Amburgo, 20° agli europei di Copenaghen, 12° ai mondiali di duathlon di Győr, sempre nella categoria ‘’junior’’. Consegue un ottimo 2º posto nella gara di Coppa europa di Tiszaújváros. Si laurea, quindi, campione italiano di aquathlon nella gara di Napoli, davanti ad Alberto Alessandroni e a Manuele Canuto.
Nel 2008 bissa il successo dell'anno precedente vincendo i Campionati italiani di aquathlon di Porto Torres.
Nel 2009 si laurea campione del mondo di aquathlon nella categoria ‘’under 23’’ ai mondiali di Gold Coast in Australia, davanti ai britannici Daniel	Halksworth e Philip Wolfe. È vice campione europeo di duathlon nella categoria ‘’under 23’’ agli europei di Budapest, alle spalle del connazionale Alessandro Fabian e davanti al belga Antoine Duvivier.
Si classifica nella stessa categoria 43° ai mondiali di triathlon di Gold Coast, 8° ai mondiali di duathlon di Concord e 23° agli europei di triathlon di Tarzo Revine. Vince per il terzo anno consecutivo i i Campionati italiani di aquathlon di Gaggiano, davanti a Jonathan Ciavattella e Leonardo Ballerini.
L'anno successivo si piazza al 58º posto dei Campionati del mondo di triathlon di Budapest e 19° agli europei di Vila Nova de Gaia, nella categoria ‘’under 23’’.
Nella categorie ‘’élite’’, si classifica rispettivamente 13° ai campionati mondiali universitari di triathlon olimpico di Valencia e 8° nella gara di Coppa europa di triathlon di Pontevedra.
Vince la medaglia di bronzo ai Campionati italiani di duathlon sprint di Noceto, alle spalle di Daniel Hofer e di Massimo De Ponti.
Nel 2011 si classifica al 7º posto assoluto ai Campionati europei di duathlon di Limerick, nella categoria ‘’under 23’’. Vince i campionati italiani di triathlon sprint di Rimini, davanti a Mattia Ceccarelli e Luca Facchinetti.
L'anno successivo consegue un ottimo 4º posto nella gara di triathlon sprint della Coppa Europa di Mondello, a 9" dal podio. A livello nazionale vince la medaglia di bronzo sia ai Campionati italiani di triathlon di Tarzo Revine, alle spalle di Alessandro Fabian e di Andrea De Ponti, che ai Campionati italiani di aquathlon di Gaggiano, dietro ad Andrea De Ponti	e a Rodrigo Augustin Nogueras. Vince, inoltre, la medaglia d'argento ai Campionati italiani di duathlon sprint di Tirrenia, dietro a Massimo De Ponti e davanti ad Andrea De Ponti.
Nel 2013 vince la gara di Coppa d'Asia di triathlon sprint di Meizhou, davanti all'australiano Matt Brown	e al giapponese Kenji Nener. SI classifica 12° nella gara di Coppa del mondo di olimpico di Palamós e 26° ella gara di Coppa del mondo di triathlon sprint di Edmonton. Fa podio nella gara sprint di Coppa Europa di Tartu, alle spalle del norvegese Kristian Blummenfelt e dell'elvetico Patrick Rhyner. Sfiora il podio, per soli 2" dietro a Daniel Hofer, ai Campionati italiani di triathlon di Sapri.
Nel 2014 partecipa a varie gare di Coppa del mondo, classificandosi 10º ad Alanya, 26° a Chengdu e 27° a Tongyeong. Partecipa a varie gare della serie dei campionati mondiali di triathlon, conseguendo un 29º posto nella competizione di Yokohama, un 34º posto nella competizione di Londra e il 47º posto nella gara di Stoccolma. Non va oltre il 32º posto agli europei di Kitzbühel. Si piazza sul secondo gradino del podio nella gara di Coppa d'Asia di Hong Kong, alle spalle dello statunitense Gregory Billington
. A livello nazionale, vince per la quarta volta il titolo di campione italiano di aquathlon nella gara di Napoli.
L'anno successivo si classifica 12º nella gara di Coppa del mondo di Cozumel, 16° a Chengdu, 29° a Tongyeong e 36° a Huatulco. Partecipa a tre gare della serie valide per i Campionati del mondo di triathlon, piazzandosi 43º a Città del Capo, 45° ad Abu Dhabi e 54° ad Amburgo. Si conferma campione italiano di aquathlon nella competizione di Napoli.
Nel 2016 consegue un 38º posto nella gara valida per i mondiali di Gold Coast e 52° ad Abu Dhabi. Alle gare di Coppa del mondo si classifica 21º a New Plymouth (Nuova Zelanda), 44° a Chengdu (Cina), 51° a Mooloolaba (Australia) e 55° a Cagliari. A queste aggiunge un 4º posto nella gara sprint di Coppa d'Asia di Hong Kong e un 5º posto nella Coppa d'Africa di Agadir. Si conferma per la sesta volta campione italiano di aquathlon nella competizione di Zibido S. Giacomo.
L'anno successivo partecipa alla gara di Coppa del mondo di Cagliari, classificandosi al 48º posto. Ottiene buoni piazzamenti nella Coppa d'Africa, con un 5º posto ad Agadir, un 7º posto a Rabat in Marocco e un 8º posto a Dakhla (Egitto). Infine, si classifica al 15º posto nella gara sprint di Coppa d'Asia di Hong Kong. Vince per la settima volta, quarta consecutiva, i Campionati italiani di aquathlon, tagliando per primo il traguardo nella competizione di Zibido S. Giacomo, davanti a Elia Mozzachiodi e a Nicolò Simonigh. Vince anche il bronzo ai Campionati italiani di triathlon sprint, rassegna di Lignano, dietro ad Alessandro Fabian e a Davide Uccellari.
Nel 2018 si classifica 21º assoluto nella gara di coppa del mondo sprint di Sarasota-Bradenton, 26° all'olimpico ad Astana in Kazakistan e 48° nello sprint di Salinas in Ecuador. In Coppa Europa ottiene un 6º posto nello sprint di Dnipro in Ucraina e il 9° in quello di Székesfehérvár (Ungheria).
In Coppa d'Africa è 5° nello sprint di Larache (Marocco) e 6° in quello di Sharm El Sheikh. In Coppa d'Asia si piazza 6º ad Aqaba in Giordania. A livello nazionale vince l'argento ai Campionati italiani di duathlon sprint di Caorle, con un ritardo di soli 5" da Diego Luca Boraschi e davanti a Marco Corrà, quest'ultimo bronzo.
Nel 2019 vince la medaglia d'argento agli europei di aquathlon di Târgu Mureș (Romania) a 6" dal vincitore serbo Ognjen Stojanovic. Ai mondiali di aquathlon di Pontevedra si classifica 5º a pochi secondi dal podio. Ottiene quindi un 20º posto assoluto nella gara di Coppa Europa di Kecskemét in (Ungheria). A livello nazionale non va oltre il 10º posto ai Campionati italiani di triathlon sprint di Lignano e ottiene un 4º posto ai Campionati italiani di triathlon olimpico di Cervia.

## Titoli
- Vice Campione europeo di aquathlon - 2019
- Campione nazionale di triathlon sprint - 2011
- Campione nazionale di aquathlon - 2007, 2008, 2009, 2014, 2015, 2016, 2017
- Vice Campione nazionale di duathlon sprint - 2012, 2018
- Campione del mondo di aquathlon under 23 - 2009
- Vice Campione europeo di duathlon under 23 - 2009

### Competizioni vinte in Italia[15]
| Specialità            | Competizione                            | Località                 | Data       | Referto  |
| --------------------- | --------------------------------------- | ------------------------ | ---------- | -------- |
| Triathlon Olimpico    | Santini Trio Bibione Olimpico           | Bibione                  | 18/05/2019 | F.i.tri. |
| Triathlon Olimpico    | Let'Sgotriathlon 2019                   | Grado                    | 31/08/2019 | F.i.tri. |
| Triathlon Olimpico    | 30^ Triathlon Olimpico di Caldaro       | Caldaro                  | 05/05/2018 | F.i.tri. |
| Triathlon Olimpico    | 29^ Triathlon Olimpico di Caldaro       | Caldaro                  | 06/05/2017 | F.i.tri. |
| Triathlon Olimpico    | Ironlake Olimpico                       | Barberino di Mugello     | 14/05/2017 | F.i.tri. |
| Triathlon Olimpico    | Eiffel Triathlon 2014                   | San Benedetto del Tronto | 27/04/2014 | F.i.tri. |
| Triathlon Olimpico    | Gargano Olimpic Triathlon               | Vieste                   | 16/06/2013 | F.i.tri. |
| Triathlon Olimpico    | Irondelta 2008 - Universitari           | Lido delle Nazioni       | 21/09/2008 | F.i.tri. |
| Triathlon Sprint      | Triathlon Sprint Borgo Egnazia          | Savelletri               | 11/10/2020 | F.i.tri. |
| Triathlon Sprint      | XII Sprint Uyn® Triasola Schiantarelli  | Asola                    | 28/04/2019 | F.i.tri. |
| Triathlon Sprint      | 18^ Triathlon Sprint Gold di Chioggia   | Chioggia                 | 09/09/2018 | F.i.tri. |
| Triathlon Sprint      | Kuota Trio Peschiera                    | Peschiera del Garda      | 16/09/2018 | F.i.tri. |
| Triathlon Sprint      | Triathlon Sprint Barzanò                | Barzanò                  | 26/03/2017 | F.i.tri. |
| Triathlon Sprint      | Milano Deejay Tri                       | Segrate                  | 20/05/2017 | F.i.tri. |
| Triathlon Sprint      | 12^ Triathlon Campus                    | Parma                    | 25/06/2017 | F.i.tri. |
| Triathlon Sprint      | 4^ Ledroman - Triathlon Sprint          | Ledro                    | 02/07/2017 | F.i.tri. |
| Triathlon Sprint      | Triathlon Sprint Bellagio-Ghisallo      | Bellagio                 | 06/08/2017 | F.i.tri. |
| Triathlon Sprint      | 18^ Triathlon Sprint Insieme a G.Luca   | Udine                    | 17/07/2016 | F.i.tri. |
| Triathlon Sprint      | VI Triathlon Sprint NO DRAFT Bordighera | Bordighera               | 23/10/2016 | F.i.tri. |
| Triathlon Sprint      | 2^ Triathlon Sprint di Ledro            | Ledro                    | 12/07/2015 | F.i.tri. |
| Duathlon              | Duathlon di Casatenovo                  | Casatenovo               | 03/05/2009 | F.i.tri. |
| Duathlon Sprint       | 5^ Duathlon Sprint Città di Santena     | Santena                  | 03/03/2019 | F.i.tri. |
| Triathlon Sprint      | 19^ Triathlon Sprint Città di Chioggia  | Chioggia                 | 08/09/2019 | F.i.tri. |
| Duathlon Sprint       | Duathlon Sprint Città di Pavia          | Pavia                    | 29/10/2017 | F.i.tri. |
| Duathlon Sprint       | Duathlon Sprint Lecco                   | Lecco                    | 21/10/2012 | F.i.tri. |
| Duathlon Sprint       | 2^ Duathlon Eco Race                    | Isso                     | 09/10/2011 | F.i.tri. |
| Duathlon Super Sprint | Duathlon Super Sprint Pettenasco        | Pettenasco               | 20/09/2009 | F.i.tri. |
| Duathlon Super Sprint | Duathlon Super Sprint Ornavasso         | Ornavasso                | 22/04/2007 | F.i.tri. |
| Aquathlon Classico    | Idraquathlon 2016                       | Zibido San Giacomo       | 19/06/2016 | F.i.tri. |
| Aquathlon Classico    | 3^ Aquathlon Classico Città di Chioggia | Chioggia                 | 07/09/2013 | F.i.tri. |
| Aquathlon Classico    | 1^ Aquathlon Città di Chioggia          | Chioggia                 | 10/09/2011 | F.i.tri. |
| Aquathlon Classico    | Aquathlon di Gaggiano                   | Gaggiano                 | 13/06/2009 | F.i.tri. |
| Aquathlon Classico    | 3^ Acquathlon del Golfo                 | Napoli                   | 23/09/2007 | F.i.tri. |